# 哈莉·朗
哈莉·莫里娅·坎迪多·朗（英語：Hali Moriah Candido Long；1995年1月21日—），菲律宾和美国女子职业足球运动员，司职中后卫，目前效力于卡雅足球俱乐部和菲律宾国家女子足球队。她曾代表菲律宾参加2022年亚足联女子亚洲杯和2023年国际足联女子世界杯等多场国际赛事。